# Сенкевич, Бартоломей
Бартоло́мей Ге́нрик Сенке́вич (пол. Bartłomiej Henryk Sienkiewicz; род. 29 июля 1961, Кельце, Свентокшиское воеводство, Польша) — польский историк, политический и государственный деятель; Министр культуры и национального наследия (2023—2024), министр внутренних дел (2013—2014), Депутат Сейма IX и X созывов (2019-2024), Депутат Европейского парламента X созыва (с 2024). Правнук польского писателя, лауреата Нобелевской премии по литературе Генрика Сенкевича.

## Биография
Бартоломей Сенкевич родился в городе Кельце 29 июля 1961 года. Потомок польского дворянского рода герба Ошик. Его отец Юлиуш — внук лауреата Нобелевской премии по литературе, автора романов «Потоп», «Камо грядеши», «Огнем и мечом» Генрика Сенкевича — был известным историком, этнографом, директором «Музея в Кошалине». Бартоломей окончил среднюю школу в Кракове, а затем изучал историю на философско-историческом факультете Ягеллонского университета. В одном из интервью рассказывал о том, каково это — быть правнуком Сенкевича:
Родиться в семье, у которой есть известный предок, — это не твоя заслуга и не твоя вина. Это не то, что может наложить на тебя какой-то отпечаток или предопределить твое призвание. Это — своего рода проклятье, наверное, всех потомков знаменитых людей, потому что окружающие, естественно, воспринимают их немного иначе. Иногда от них ожидают большего.Бартоломей Сенкевич
В 1980-е годы он был одним из лидеров студенческого оппозиционного движения, печатал и распространял запрещенный самиздат. Был членом «Независимого союза студентов» — студенческого аналога «Солидарности», и членом редколлегии «Вестника Независимого союза студентов». Его неоднократно задерживали органы безопасности Польской Народной Республики, штрафовали за участие в уличных беспорядках, «нарушение общественного порядка» и распространение листовок.
После падения Польской Народной Республики он был одним из авторов реформ в правоохранительных органах, прежде всего, в Министерстве внутренних дел. В 1990—2002 годах работал советником в Управлении охраны государства. Службу закончил в звании подполковника. Также в 1990-е годы стал одним из основателей Центра восточных исследований, который занимается мониторингом и анализом политической, экономической и социальной ситуации в соседних с Польшей странах. Бартоломей Сенкевич восемь лет (1991—1993, 1996—2001) был заместителем директора центра, а потом директором.
В начале 2000-х годов он ушел из госсектора и основал аналитическую компанию, занимающуюся оценкой инвестиционных рисков и исследованием конкурентной среды «Сенкевич и партнеры» (польск. «Sienkiewicz i Wspólnicy»). Одновременно в 2003—2005 гг. был советником маршалка Сейма Мацея Плажиньского, преподавал в Университете национальной обороны Польши. Позже начал писать статьи для издания «Tygodnik Powszechny», был членом программного совета Польского института международных отношений и Центрального учебного центра Агентства внутренней безопасности страны.

## Политическая карьера
20 февраля 2013 года премьер-министр Польши Дональд Туск назначил Бартоломея Сенкевича на должность министра внутренних дел. 25 февраля состоялось его вступление в должность, а 28 февраля 2013 года стало известно, что он также возьмет на себя функции министра-координатора спецслужб.
В июне 2014 года в Польше разгорелся скандал, связанный с публикацией в журнале «Wprost» частных бесед высокопоставленных политиков, в том числе, министров иностранных дел Радослава Сикорского и внутренних дел Бартоломея Сенкевича, о государственных проблемах. Оппозиция потребовала их отставки. 11 июля 2014 года польский Сейм отклонил вотум недоверия Сенкевичу. Но после того, как в сентябре 2014 года Дональд Туск ушел в отставку с поста главы правительства Польши в связи с его назначением на должность председателя Европейского совета, новый премьер Эва Копач избавилась от дискредитировавших себя министров. 22 сентября 2014 года Сенкевич лишился своего поста.
В ходе парламентских выборов 2019 года Сенкевич был избран в Сейм IX созыва в качестве лидера избирательного списка партии «Гражданская платформа» в Кельце. После выборов он вступил в партию и в начале 2020 года выдвинул свою кандидатуру на пост её председателя. 25 января 2020 года прошли выборы главы «Гражданской платформы», на которых за Сенкевича проголосовали 2,48 % членов партии: он занял последнее место среди четырёх кандидатов.
На выборах, прошедших 15 октября 2023 года Сенкевич снова был избран в парламент — от «Гражданской коалиции», сформированной вокруг «Гражданской платформы». По итогам голосования правившая партия «Право и Справедливость» получила в Сейме 194 места из 460 и перешла в оппозицию. «Гражданская коалиция» (157 мест), движение «Третий путь» (65) и «Левые» (26) оформили парламентское большинство, подписав коалиционное соглашение. Лидер «Гражданской коалиции» Дональд Туск снова стал премьер-министром и сформировал правительство, в котором Бартоломей Сенкевич получил портфель министра культуры. 13 декабря 2023 года президент Польши Анджей Дуда привел к присяге Дональда Туска и его кабинет.
Возглавил на выборах в Европейский парламент в 2024 году список «Гражданской коалиции» в Малопольско-Свентокшиском избирательном округе, в связи с чем подал в отставку с поста министра. Исполнял обязанности до 13 мая 2024 года.

## Личная жизнь
В 1980-е годы познакомился в Кракове с Береникой Ключиковской. Они вырастили троих сыновей и дочь, вместе написали книгу «Когда-то в Кракове», которую посвятили своему любимому городу и своим детям. В последние годы семья Сенкевичей живёт в Варшаве.